# Einar Persson (fotbollsspelare)
Olov Einar "Lenas" Persson, född 5 december 1900 i Högbo församling, död 14 augusti 1973 i Sandviken, var en svensk fotbollsspelare.
Persson representerade Sandvikens IF i Fotbollsallsvenskan 1929/1930–1930/1931. Sammanlagt gjorde han 41 allsvenska matcher (12 mål) för klubben.
År 1928 spelade Persson tre A-landskamper (ett mål) för Sverige.
Persson var bror till Valfrid och Ingvar Persson, som också spelade fotboll i Sandviken och landslaget.